# Велике Мурашкино
Велике Мурашкино (рос. Большое Мурашкино) — робітниче селище в Большемурашкинському районі Нижньогородської області Російської Федерації.
Населення становить 4932 особи. Входить до складу муніципального утворення робітниче селище Велике Мурашкино.

## Історія
Від 2009 року входить до складу муніципального утворення робітниче селище Велике Мурашкино.

## Населення
| 1959  | 1970  | 1979  | 1989  | 1999  | 2002  | 2008  |
| ----- | ----- | ----- | ----- | ----- | ----- | ----- |
| 4850  | ↗6335 | ↗6845 | ↘6728 | ↘6669 | ↘6377 | ↘5877 |
| 2009  | 2010  | 2011  | 2012  | 2013  | 2014  | 2015  |
| ↘5774 | ↘5554 | ↘5518 | ↘5514 | ↘5392 | ↗5403 | ↘5381 |
| 2016  | 2017  |       |       |       |       |       |
| ↘5222 | ↘5080 |       |       |       |       |       |